# Alfred von Hingenau
Alfred Freiherr von Hingenau (* 2. März 1820 in Triest; † 6. August 1866 in Wolfsegg) war ein österreichischer Richter und Politiker.

## Leben
Von Hingenau war der Sohn des Diplomaten Ferdinand Gottlieb Freiherr von Hingenau († 1824) und dessen Ehefrau Franziska geborene de Paula Gräfin von Sprinzenstein. Otto von Hingenau war ein Bruder. Er war römisch-katholischer Konfession und heiratete am 14. Juli 1851 Sophie Gräfin Engl von und zu Wagrain (* 29. November 1831; † 2. Februar 1891).
Er besuchte die k.k. Theresianische Ritterakademie mit einem Abschluss sub auspiciis und arbeitete als Gerichtsbeamter in Graz und Klagenfurt, als Beamter beim Appellationsgericht in Klagenfurt und ab 1850 als Landesgerichtsrat beim Handels- und Seegericht in Triest. Im Jahr 1861 beantragte er Dienstenthebung für unbestimmte Zeit aus Gesundheitsgründen und zog nach Linz.
Er war Verfasser wissenschaftlicher Arbeiten und wurde 1863 Mitglied der k.k. Geographischen Gesellschaft. 1834 wurde er zum k.k. Edelknaben und später zum k.k. Kämmerer ernannt.
1848 wurde er in den Provisorischen Kärntner Landtag gewählt. Ab dem 6. September 1848 war er Mitglied des provisorischen Landtagsausschusses.